# Craugastor vulcani
Craugastor vulcani es una especie de anfibio anuro de la familia Craugastoridae.

## Distribución geográfica
Esta especie es endémica del estado de Veracruz en México. Habita entre los 400 y 1200 m de altitud en la sierra de los Tuxtlas.

## Publicación original
- Shannon & Werler, 1955 : Notes on amphibians of the Los Tuxtlas. Range of Veracruz Mexico. Transactions of the Kansas Academy of Science, vol. 58, p. 360–386.[5]